# Víctor Ruiz del Valle
Víctor Ruiz del Valle (* 7. Juni 1969 in Santiago Tepeyahualco oder Zempoala, Hidalgo) ist ein ehemaliger mexikanischer Fußballspieler, der fast während seiner gesamten Laufbahn im Mittelfeld agierte. 

## Leben

### Verein
Víctor Ruiz begann seine Karriere als Profifußballspieler beim Hauptstadtverein Cruz Azul, für den er am 22. August 1992 beim 2:1-Heimsieg gegen den amtierenden Meister León sein Debüt in der mexikanischen Primera División bestritt. Sein erstes Tor in der Primera División erzielte Ruiz in der Rückrunde derselben Saison (1992/93), die er übrigens noch als Abwehrspieler bestritt, am 27. März 1993 beim 5:1-Erfolg gegen die Tecos de la UAG. 
Sein größter Erfolg mit Cruz Azul war die Vizemeisterschaft in der Saison 1994/95. Ein Jahr später wechselte er zum Deportivo Toluca FC, mit dem er seine größten Erfolge auf Vereinsebene feierte. Unter dem späteren Nationaltrainer Enrique Meza gewannen die Diablos Rojos dreimal den Meistertitel (Verano 1998, Verano 1999 und Verano 2000) und erreichten im Torneo Invierno 2000 noch einmal die Finalspiele, die jedoch gegen den CA Monarcas Morelia verloren wurden. 
Im Winter 2001/02 wechselte Ruiz zum Club Necaxa, mit dem er im Torneo Verano 2002 noch einmal die Finalspiele gegen den seinerzeitigen Stadtrivalen und Favoriten América erreichte. Dass den Necaxistas beinahe die Sensation gelungen wäre, lag in erster Linie an Ruiz, der im Hinspiel den Führungstreffer zum 1:0 per Freistoß selbst erzielte und das Tor zum 2:0-Endstand durch Luis Roberto Alves vorbereitet hatte. Doch América gewann das Rückspiel 3:0 und wurde somit doch noch seiner Favoritenrolle gerecht. 
Ruiz beendete seine aktive Laufbahn in der Clausura 2006. Nachdem er in der gesamten Runde nur noch in zwei Spielen für insgesamt 16 Minuten eingesetzt worden war, durfte er das letzte Saisonspiel, in dem es für Necaxa um nichts mehr ging, noch einmal in voller Länge bestreiten. Es wurde am 29. April 2006 gegen die Tecos de la UAG mit 0:1 verloren. 

### Nationalmannschaft
Obwohl Ruiz sein Debüt im Dress der mexikanischen Nationalmannschaft bereits am 29. Juni 1993 in einem Freundschaftsspiel gegen Costa Rica gab, das 2:0 gewonnen wurde, und 1995 zu weiteren vier Länderspieleinsätzen kam, bestritt er seine übrigen 21 Länderspiele erst im Zeitraum zwischen dem 5. Juli 2000 (2:1 gegen Venezuela) und dem 20. Juni 2001 (1:3 gegen Honduras), als er Stammspieler unter seinem ehemaligen Vereinstrainer bei Toluca, Enrique Meza, war. Als dieser aufgrund negativer Resultate in der WM-Qualifikation für 2002 entlassen wurde, war es auch mit Ruiz’ Nationalmannschaftskarriere vorbei. Beim enttäuschenden Auftritt der Mexikaner beim Konföderationen-Pokal 2001 gelang Ruiz im Spiel gegen Co-Gastgeber Südkorea (1:2) der einzige Treffer für „El Tri“ bei diesem Turnier.

## Erfolge
- Mexikanischer Meister: Verano 1998, Verano 1999, Verano 2000
- Mexikanischer Vizemeister: 1994/95, Invierno 2000, Verano 2002